# Listă de luxemburghezi
Aceasta este o listă de luxemburghezi notabili, ordonați cronologic și alfabetic.

## Listă cronologică
- Joseph Bech (1887 - 1975, om politic;
- Victor Abens (1912 - 1993), om politic;
- Nicolas Estgen (1930 - 2019), om politic;
- Colette Flesch (n. 1937), om politic;
- Ben Fayot (n. 1937), om politic;
- Robert Goebbels (n. 1944), om politic;
- Charles Goerens (n. 1952), om politic;
- Yvette Gastauer-Claire (n. 1957), sculptoriță.

## Listă alfabetică

### A
- Victor Abens (1912 - 1993), om politic.

### B
- Joseph Bech (1887 - 1975, om politic.

### E
- Nicolas Estgen (1930 - 2019), om politic.

### F
- Ben Fayot (n. 1937), om politic;
- Marc Fischbach (n. 1946), om politic;
- Colette Flesch (n. 1937), om politic.

### G
- Yvette Gastauer-Claire (n. 1957), sculptoriță;
- Robert Goebbels (n. 1944), om politic;
- Charles Goerens (n. 1952), om politic.